# Trampolino Giuseppe Dal Ben
Trampolino Giuseppe Dal Ben (officiellt namn: Stadio del salto Giuseppe Dal Ben) är en backhoppningsanläggning i Predazzo i Val di Fiemme i Italien. 

## Historia
De första hoppbackarna i Val di Fiemme restes på 1960-talet, en K20 backe med plastmattor och en K35 backe. Det var också en K65 backe i Passo Rolle. Två nya backer (K62 och K35) restes 1984. En ny modern normalbacke (K90) och en stor backe (K120) konstruerades av Lado Gorišek från Slovenien och byggandet startade 1988. Den nya anläggningen öppnade 1989 och backhoppningsgrenarna i Skid-VM 1991 arrangerades här. Backarna moderniserades inför Skid-VM 2003. Val di Fiemme är även arrangör av Skid-VM 2013 och nya moderniseringar utförs. Backanläggningen namngavs efter, Giuseppe Dal Ben, en lokal eldsjäl inom skidsport. 
Skid VM 1991
Skid-VM arrangerades första gången i Val di Fiemme 1991. Det tävlades i normalbacke, stor backe och lagtävling (i stora backen). I normalbacken vann Heinz Kuttin från Österrike, 0,9 poäng före norrmannen Kent Johanssen och 1,4 poäng före Ari-Pekka Nikkola från Finland. I stora backen vann Franci Petek från Jugoslavien, 1,2 poäng före Rune Olijnyk från Norge och 7,5 poäng före Jens Weissflog från Tyskland. Österrike vann lagtävlingen före Finland och Tyskland.
Skid-VM 2003
Under Skid-VM 2003 vann Adam Małysz från Polen tävlingen i normalbacken. Han var 16,0 poäng före norrmannen Tommy Ingebrigtsen och 19,5 poäng före bronsvinnaren Noriaki Kasai från Japan. I stora backen vann Adam Małysz sin andra guldmedalj, nu 2,5 poäng före finländaren Matti Hautamäki och dubbla bronsvinnaren Kasai. Finland vann lagtävlingen före Japan och Norge.
Världscupen
Världscupen i backhoppning arrangerades i Trampolino Giuseppe Dal Ben första gången 1990. Sedan har världscupen arrangerats här regelbundet. Världscuptävling för damer arrangerades i backen första gången 2012.
Backrekord
Officiellt backrekord i stora backen (K120) sattes av Adam Małysz från Polen då han hoppade 136 meter under Skid-VM 22 februari 2003. Backrekordet i normalbacken (K95) på snö tillhör Sarah Hendrickson från USA som hoppade 108 meter i världscupen 15 januari 2012. På plast är backrekordet i normalbacken 109,5 meter. Rekordet sattes av Mario Innauer från Österrike i FIS-cupen 8 september 2005.

## Mästerskap
| Datum            | Vinnare                   | Andraplats                | Tredjeplats                | Tävling                   |
| ---------------- | ------------------------- | ------------------------- | -------------------------- | ------------------------- |
| 8 februari 1991  | Österrike                 | Finland                   | Tyskland                   | Skid-VM 1991, lag         |
| 10 februari 1991 | Franci Petek, Jugoslavien | Rune Olijnyk, Norge       | Jens Weissflog, Tyskland   | Skid-VM 1991, stor backe  |
| 16 februari 1991 | Heinz Kuttin, Österrike   | Kent Johanssen, Norge     | Ari-Pekka Nikkola, Finland | Skid-VM 1991, normalbacke |
| 22 februari 2003 | Adam Małysz, Polen        | Matti Hautamäki, Finland  | Noriaki Kasai, Japan       | Skid-VM 2003, stor backe  |
| 23 februari 2003 | Finland                   | Japan                     | Norge                      | Skid-VM 2003, lag         |
| 28 februari 2003 | Adam Małysz, Polen        | Tommy Ingebrigtsen, Norge | Noriaki Kasai, Japan       | Skid-VM 2003, normalbacke |